# Piesze i rowerowe ścieżki dydaktyczne Bogdałów

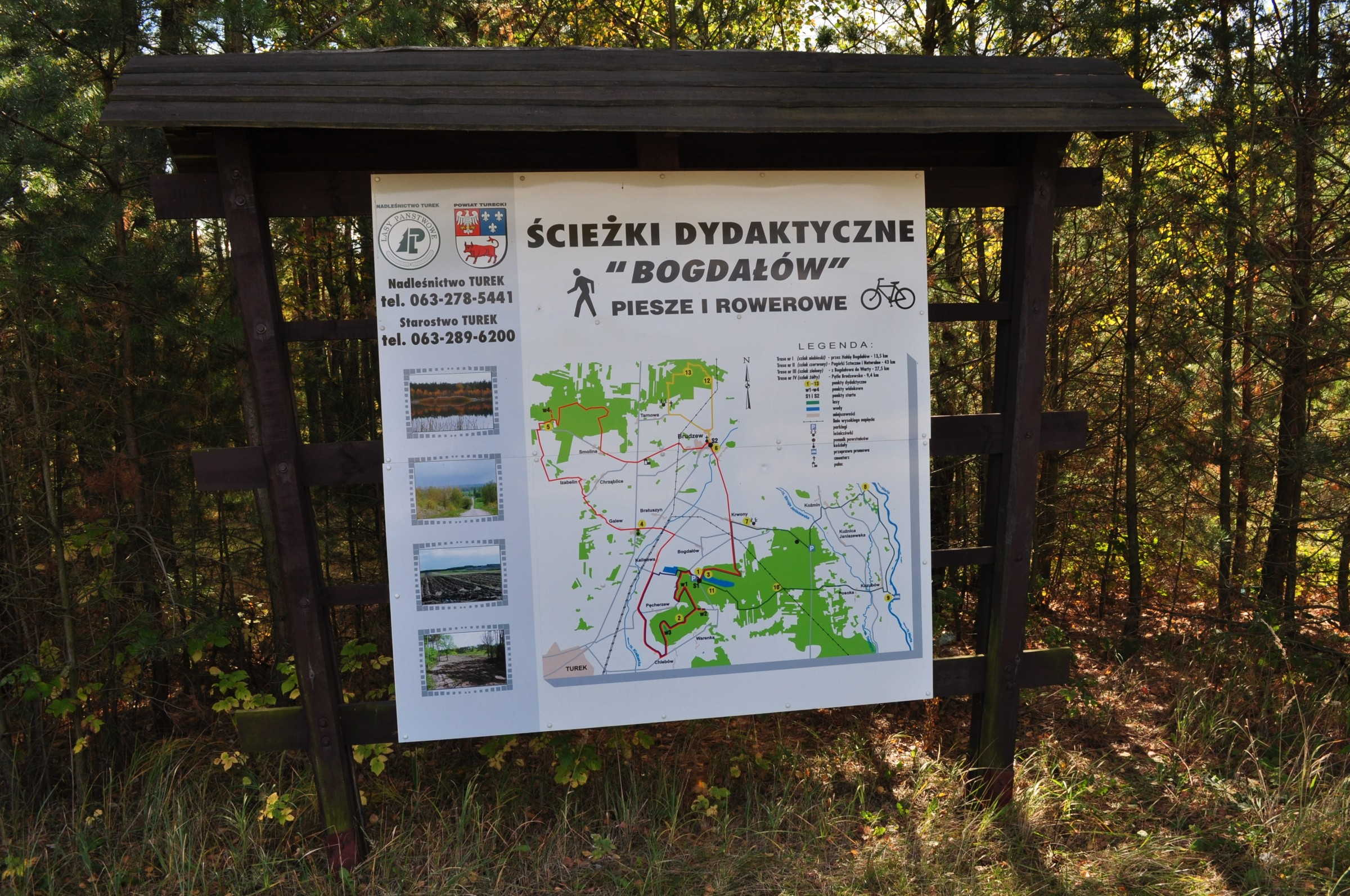
Piesze i rowerowe ścieżki dydaktyczne Bogdałów - tablica informacyjna w pobliżu zbiornika

Piesze i rowerowe ścieżki dydaktyczne „Bogdałów” – piesze i rowerowe ścieżki dydaktyczne wiodące przez najciekawsze pod względem przyrodniczym i krajobrazowym tereny powiatu tureckiego (gminy: Brudzew, Turek, Władysławów i Przykona). Jednocześnie łączą te obszary z terenami przekształconymi przez przemysł wydobywczy – Kopalnię Węgla Brunatnego „Adamów”.

## Informacje ogólne

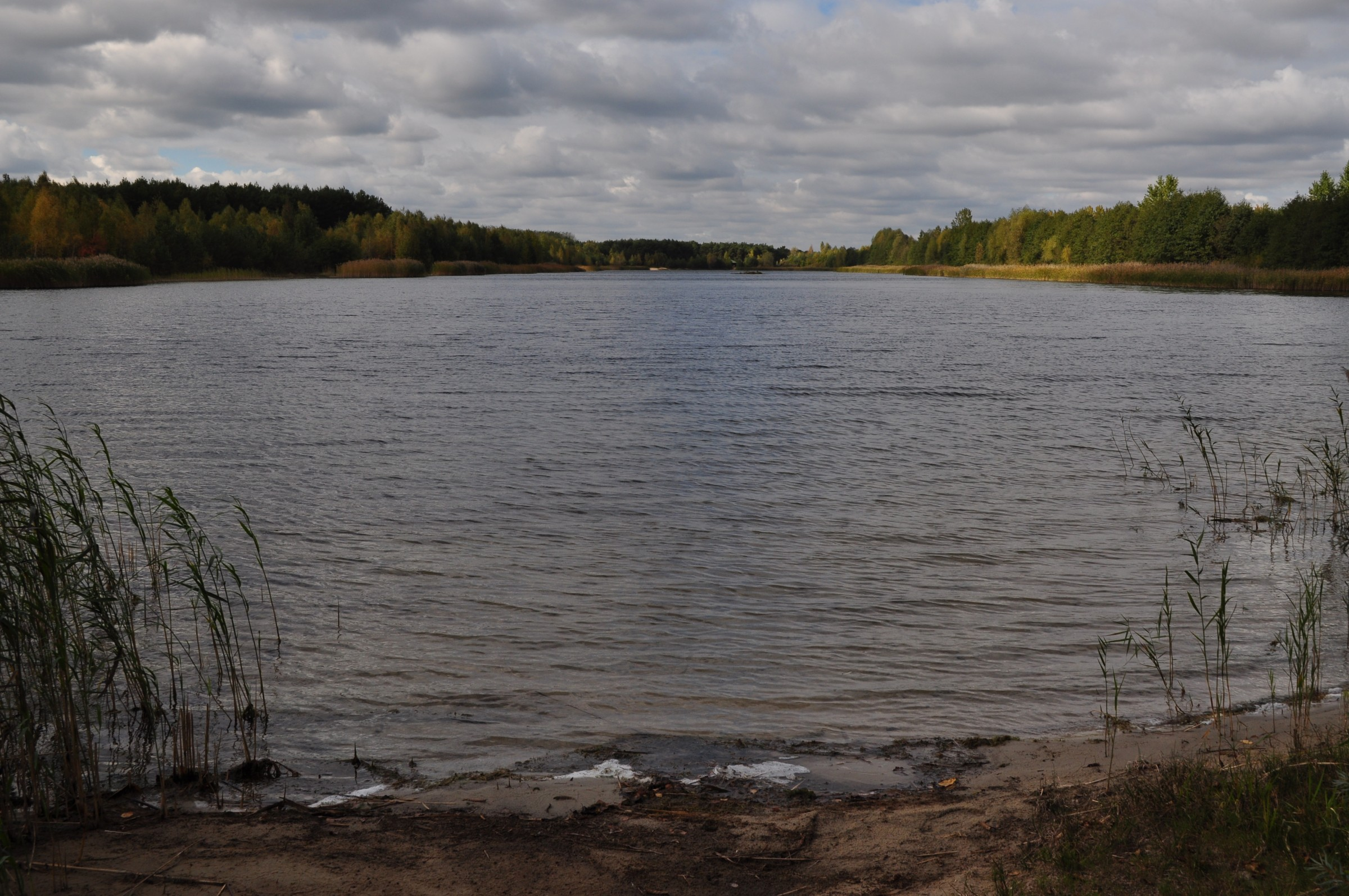
Zbiornik Bogdałów

Wszystkie trasy mają swój początek i koniec na parkingu leśnym w Bogdałowie, położonym nad 10 hektarowym zbiornikiem wodnym powstałym w dawnym wyrobisku pokopalnianym.
Na trasach czterech szlaków turystycznych urządzono 13 punktów dydaktycznych:
- 1 – Rekultywacja terenów pokopalnianych – zbiornik retencyjny „Bogdałów”
- 2 – Rekultywacja terenów pokopalnianych – zwałowisko zewnętrzne
- 3 – Rekultywacja terenów pokopalnianych – zwałowisko wewnętrzne
- 4 – wieś Galew – historia wsi i parafii
- 5 – bunkry
- 6 – Brudzew – historia miejscowości
- 7 – leśniczówka Krwony
- 8 – rzeka Warta
- 9 – przeprawa promowa Kozubów
- 10 – leśna remiza
- 11 – bór sosnowy
- 12 – Złotogórski Obszar Chronionego Krajobrazu
- 13 – las mieszany

### Szlak niebieski
Długość: 13,5 km
Przebieg: Bogdałów – Chlebów – Kalinowa – Bogdałów
Po drodze znajdują się 2 punkty dydaktyczne (numer 1 i 2) oraz 3 miejsca widokowe (numer 1, 2 i 3).

### Szlak czerwony
Długość: 43 km

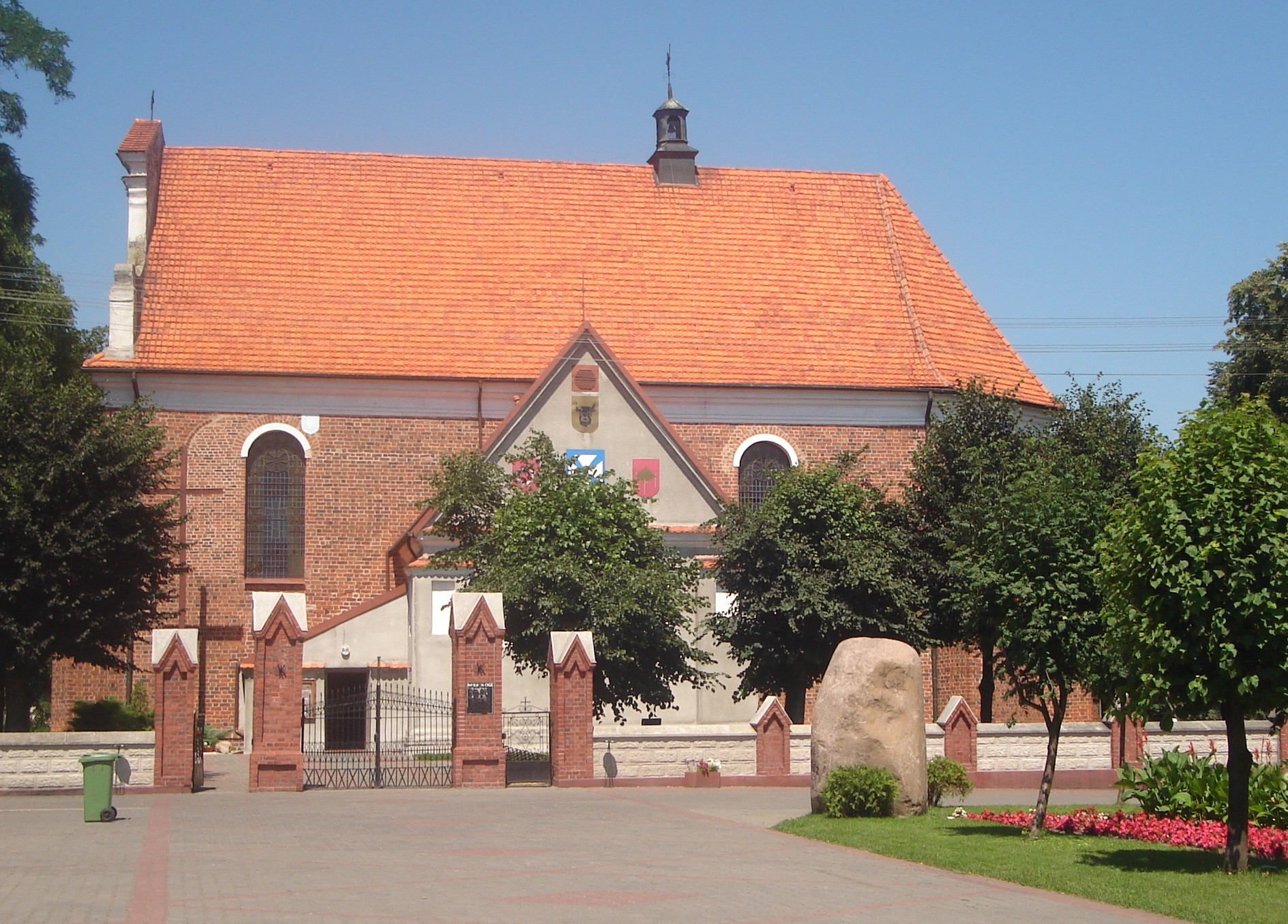
Kościół parafialny w Brudzewie

Przebieg: Bogdałów – Chlebów – Kalinowa – Galew – Chrząblice – Polichno – Russocice – Smolina – Brudzyń – Brudzew – Bogdałów
Po drodze znajduje się 6 punktów dydaktyczne (numer 1–6) oraz 4 miejsca widokowe (numer 1–4).

### Szlak zielony
Długość: 27,5 km

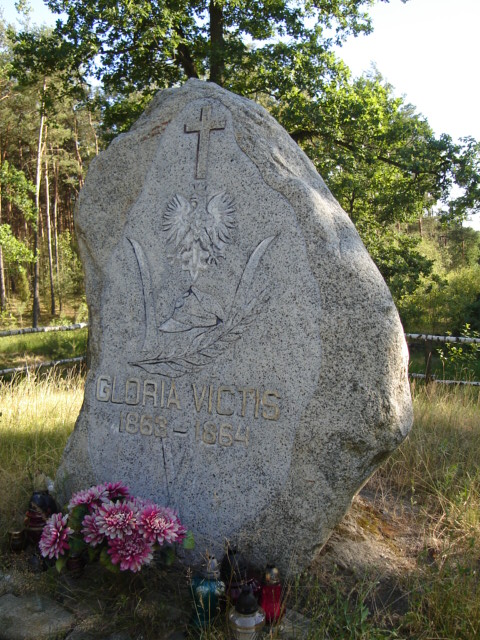
Mogiła powstańcza stojąca w lesie sacalskim

Przebieg: Bogdałów – Krwony – Sacały – Koźmin – Kuźnica Koźmińska – pod wałem rzeki Warty – Kozubów – Posoka – Sacały – Bogdałów-Kolonia – Bogdałów
Po drodze znajduje się 7 punktów dydaktycznych (numer 1, 3 oraz 7–11), a także 3 miejsca widokowe (numer 1–3).

### Szlak żółty – Pętla Brudzewska
Długość: 9,4 km
Przebieg: Brudzew – Tarnowa – Brudzew
Po drodze znajdują się dwa punkty dydaktyczne (numer 12 i 13)